# PAI (심리검사)
PAI(Personality Assessment Inventory)는 심리 검사에서 사용되는 표준화된 문항을 제시하는 인성평가설문지(PAI,Personality Assessment Inventory)이다.

## 히스토리
레슬리 모리(Leslie Morey)가 개발한 PAI(Personality Assessment Inventory)는 정상 성인을 포함하는 응답자의 성격과 임상적 절차에서의 정신 병리와의 연관성을 평가하는 자가보고식 344개 항목 성격 테스트이다. 각 항목은 응답자가 4점 척도(1- 전혀 그렇지 않다. 2- 약간 그렇다, 3- 주로 그렇다  4- 매우 그렇다)로 평가한 응답에 대한 신뢰도와 타당도에 근거하는 유효한 결과 및 설명을 예측한다. 심리 치료, 위기 / 평가, 법의학, 인사 선택, 통증 / 의료 및 자녀 양육권 평가를 포함한 다양한 맥락에서 사용된다. PAI의 테스트 구축 전략은 주로 연역적이고 합리적이다. MMPI(Minnesota Multiphasic Personality Inventory) 및 NEO PI-R(Revised NEO Personality Inventory, Big5)와 같은 다른 성격 테스트와 우수한 수렴 타당성을 보여준다.

## 같이 보기
- MBTI
- WAIS